# ワリーフ・アル＝ハラビー
ワリーフ・アル＝ハラビー（アラビア語: وريف الحلبي Warīf al-Ḥalabī、英語: Warif Al-Halabi）は、シリアの外交官、元駐日臨時代理大使。ダマスカスでの本省勤務やウィーン、ニューヨークでの在外勤務を経て、2013年から2017年まで駐日参事官兼臨時代理大使を務めていた。ダマスカス出身。母国語のアラビア語に加えて英語に堪能で、フランス語とドイツ語も解する。

## 学歴
- 1990年～1995年: ダマスカス大学にて英文学専攻（学士号取得）[2]
- 1997年～1998年: ダマスカス大学にて教育心理学専攻（修了証取得）[2]
- 1999年～2000年: オックスフォード大学にて政治学専攻（修了証取得）[2]
- 2009年～2011年: ロングアイランド大学（英語版）大学院にて政治学専攻[2]

## 職歴
- 1991年: 外務省（アラビア語版、英語版）（現・外務・移民省（アラビア語版、英語版））入省[2]
- 1992年～1998年: 外務省本省にて政治委員会在籍[2]
- 1998年～2003年: 在オーストリア大使館三等書記官[2]
- 2003年～2005年: 外務省本省にて政治委員会在籍[2]
- 2005年～2011年: 国際連合シリア政府代表部一等書記官[2]
- 2011年～2013年: 外務・移民省[6]本省にて国際機関等を担当[2]
- 2013年～2017年: 駐日大使館参事官兼臨時代理大使[2][3][4]
- 2017年～: 外務・移民省本省にてメディア担当局長[7]